# Липниця (Софійська область)
Ли́пниця (болг. Липница) — село в Софійській області Болгарії. Входить до складу общини Ботевград.
Неподалік від села розташована печера Козарніка.

## Населення
За даними перепису населення 2011 року у селі проживала 141 особа, усі — болгари.
Розподіл населення за віком у 2011 році:
Динаміка населення: